# Oguibka
Oguibka (en rus: Металлист) és un poble de l'óblast de Vladímir, a Rússia, segons el cens del 2010 tenia 33 habitants. Pertany al districte municipal de Koltxúguino.